# Nahicseván nemzetközi repülőtér
A Nahicseván nemzetközi repülőtér (azeri nyelven: Naxçıvan Beynəlxalq Hava Limanı) (IATA: NAJ, ICAO: UBBN) egy vegyes használatú (polgári/katonai) nemzetközi repülőtér Nahicseván közelében, ami a Nahicseváni Autonóm Köztársaság fővárosa. A repülőtér az 1970-es években épült. A Nahicseváni Autonóm Köztársaság egyetlen repülőtere.

## Elhelyezkedése
A repülőtér 873 m tengerszint feletti magasságon fekszik, Nahicseván központjától 4 km-re délkeletre. Két kifutópályája van, a 14R/32L jelzésűnek beton felülete van, méretei 3300×45 m, a 14L/32R jelzésűnek aszfalt felülete van, méretei 3300×42 m.

## Futópályák
A repülőtér futópályái:
- 14R/32L (3300 m)
- 14L/32R (3300 m)

## Forgalom
Az utasforgalom az elmúlt években az alábbi módon változott:
| Utasok száma | 426 848 | 501 690 | 526 155 | 646 000 |
|              | 2012    | 2013    | 2014    | 2019    |

## Légitársaságok és úticélok
| Légitársaság        | Célállomások   |
| ------------------- | -------------- |
| Azerbaijan Airlines | Baku           |
| Turkish Airlines    | Istanbul       |
| Utair               | Moscow–Vnukovo |

## Fordítás
- Ez a szócikk részben vagy egészben  a   Nakhchivan International Airport című angol Wikipédia-szócikk fordításán alapul.  Az eredeti cikk szerkesztőit annak laptörténete sorolja fel. Ez a jelzés csupán a megfogalmazás eredetét és a szerzői jogokat jelzi, nem szolgál a cikkben szereplő információk forrásmegjelöléseként.